# Waiting for the Sun (canción)
«Waiting for the Sun» es una canción de la banda estadounidense The Doors, escrita por el compositor, poeta y cantante, Jim Morrison, originalmente para el álbum del mismo nombre, Waiting for the Sun, pero no se lanzó en el mismo por motivos desconocidos, probablemente por que para ese tiempo la canción no estaba terminada. El tema fue lanzado en su álbum Morrison Hotel de 1970, cómo la segunda pista del mismo. El 30 de septiembre de 1971, la canción fue lanzada como un sencillo en algunos países, incluyendo Países Bajos, con el éxito Peace Frog en el lado B.